# Таджутдин (Чанка)
Таджутдин (псевдоним — Чанка) (1866, аул Батлаич близ Хунзаха (ныне Хунзахского района Дагестана Российской Федерации) — 1909) — аварский поэт, один из зачинателей аварской литературы.

## Биография
Сын бедняка. Его мать Хатун была известной исполнительницей причитаний (плакальщицей) и певицей. Воспитан дедом, учился у крупных арабистов в аулах Унцукуль, Ирганай, Ашильта, Чиркей. Изучив арабский язык и богословские науки, стал муллой, учителем медресе в родном ауле.

## Творчество
В своих стихах Чанка с гуманистических позиций призывал к духовному раскрепощению человека. В стихах «Гулишат», «Любимая Далгата», «Шумайсат из Каха», «Араканинка» и других он утверждал право женщины на личное счастье, выступал против отживших патриархально-религиозных канонов, подавлявших волю человека.
Для любовной лирики поэта характерны романтическая возвышенность, чистота проявления чувств.
Писал также стихи на социальные темы, песни-плачи (элегии), среди которых выделяется песня «Сайгидул батал».
Творчество Таджутдина тесно связано с устной поэзией горцев; в то же время в его стихах (особенно в элегиях) заметно влияние арабской классической литературы.
Пронизанные духом народных песен, стихи Чанки быстро завоевали признание. Когда он был уже прославленным в горах певцом, к нему в Батлаич попал Махмуд из Кахаб-Росо, будущий знаменитый поэт, и стал его учеником. Чанку нередко называют — «учитель Махмуда».
Увлекался также изучением художественного наследия аварского народа, собирал и систематизировал произведения устного творчества.
С годами, отходя от всего мирского, поэт всё больше отдавался религиозным настроениям. В конце жизни эмигрировал в Турцию и умер в 1909 году по пути в Мекку.
Произведения Чанки собраны, записаны и напечатаны только после Октябрьской революции. Первое исследование о нем принадлежит А. Ф. Назаревичу.
В переводе на русский язык Я. Козловского «Стихотворения» Чанки вышли в 1960 году (Махачкала, Даггиз).